# Kurhaus Freudenstadt

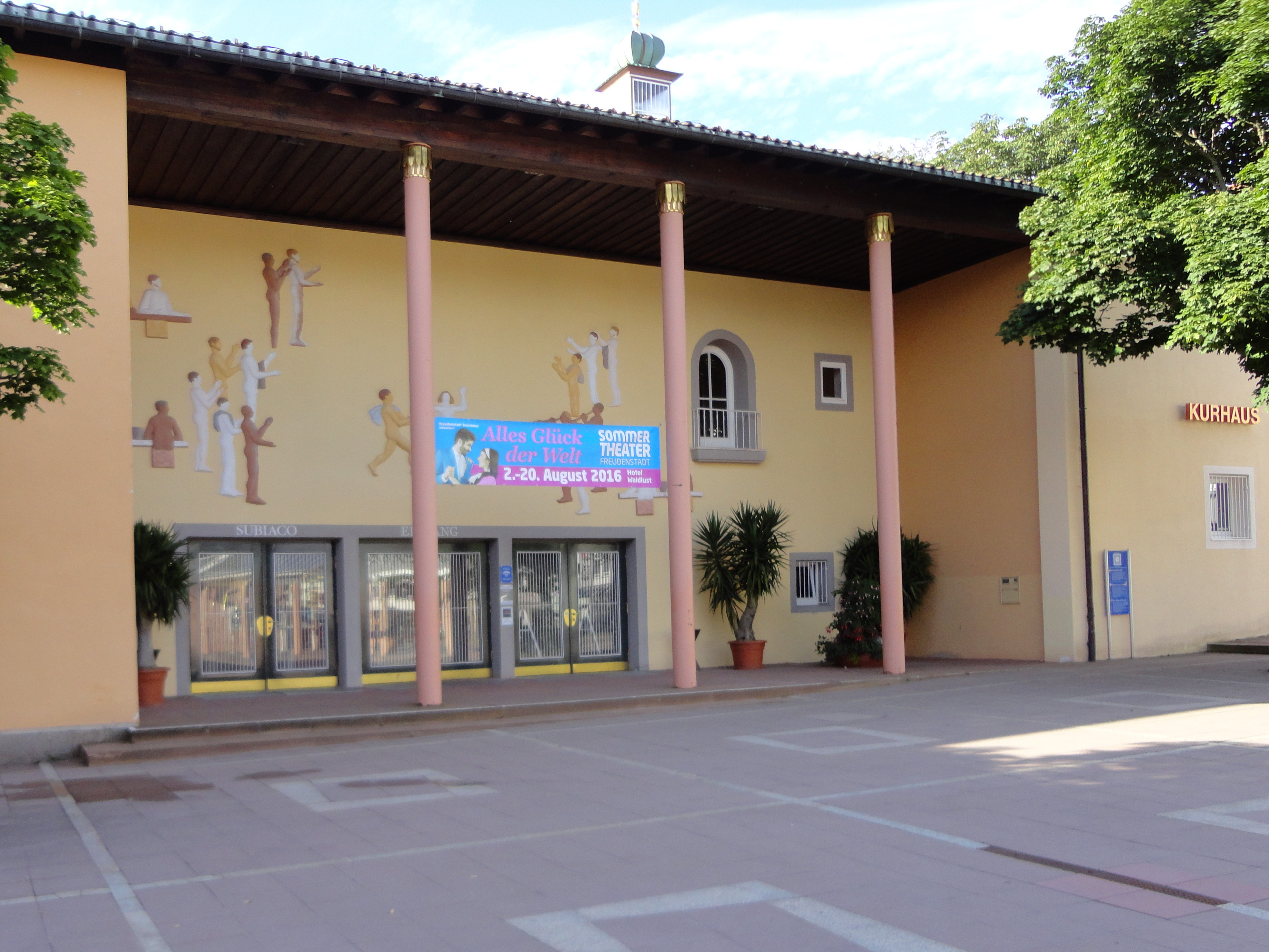
Kurhaus in Freudenstadt (2016)

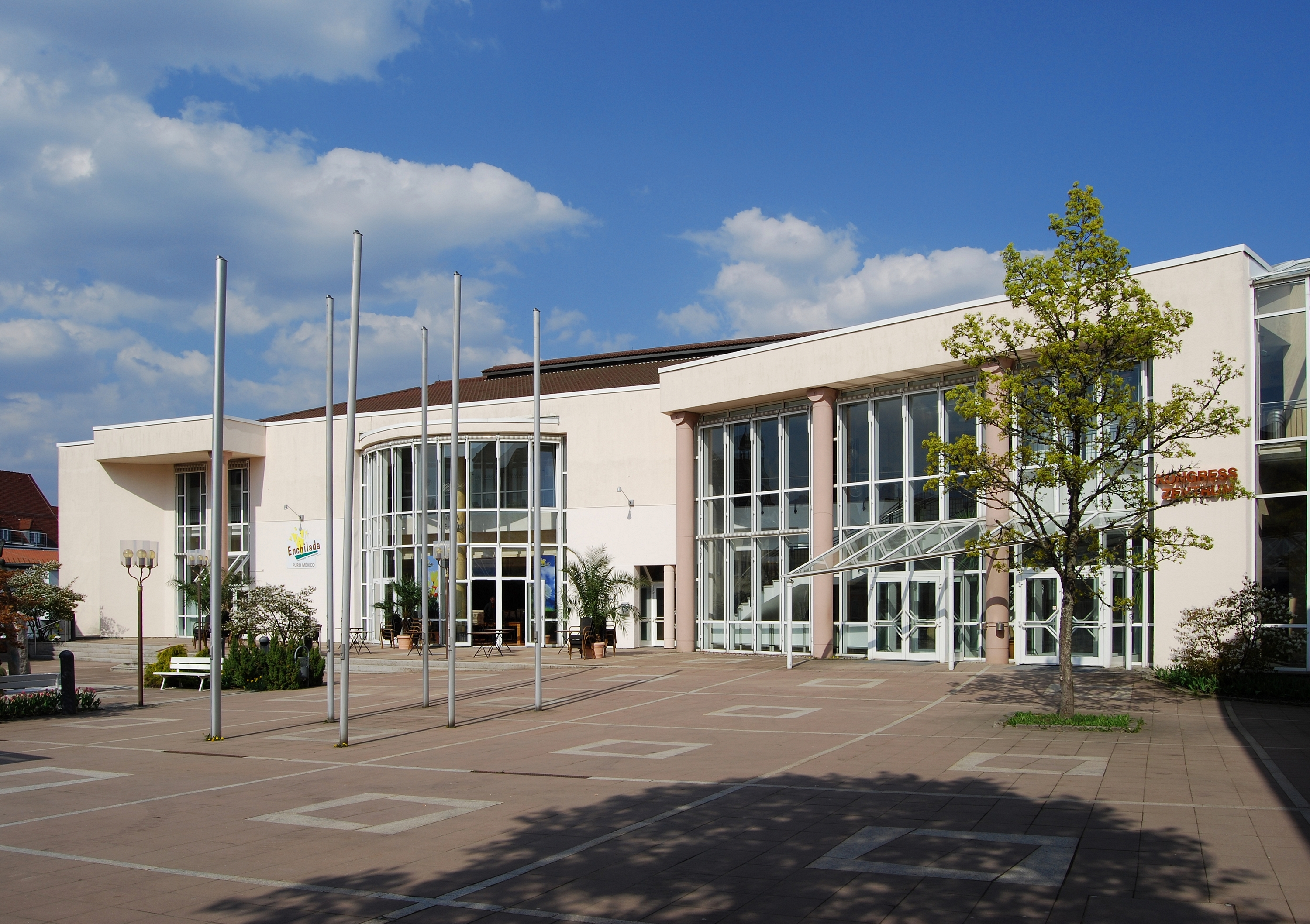
Kongresszentrum in Freudenstadt

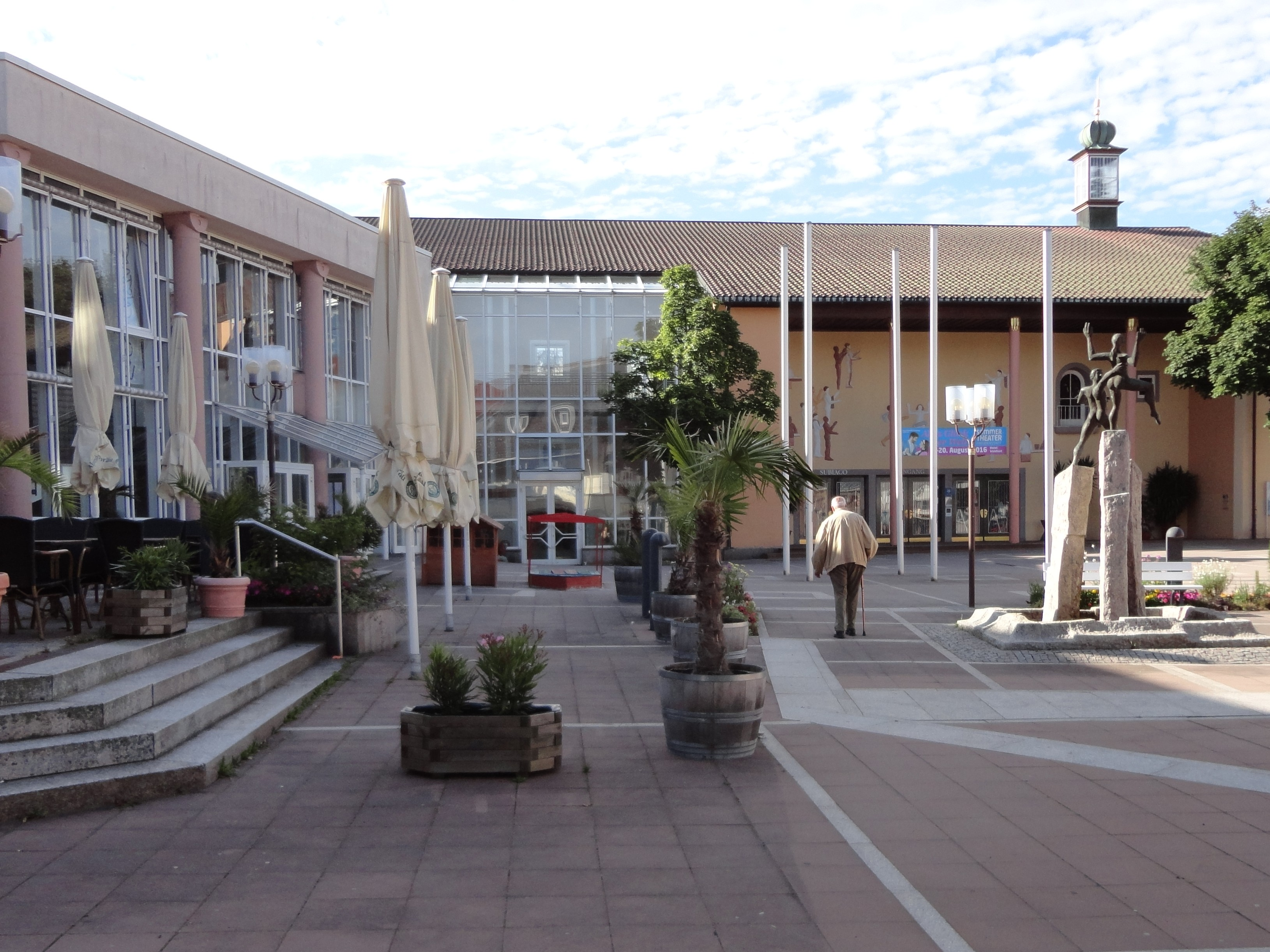
Kongresszentrum und Kurhaus

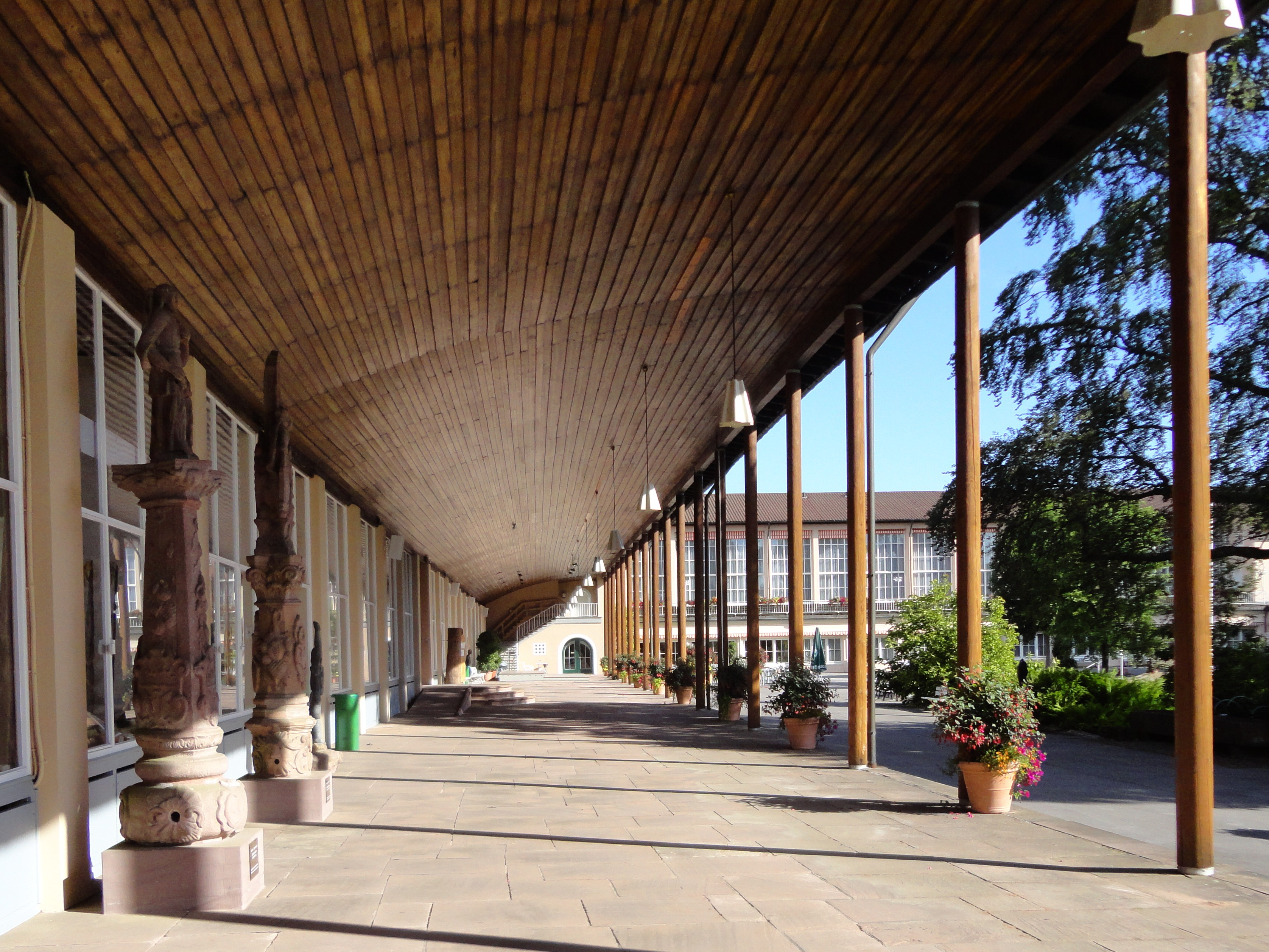
Kurhaus mit Wandelhalle (durch Glasvitrinen von Straße getrennt), rechts der Kurgarten, vorne links zwei Originale zu Brunnenfiguren in Freudenstadt.

Das Kurhaus und Kongresszentrum Freudenstadt ist ein Veranstaltungsort in der Großen Kreisstadt Freudenstadt. Es bildet den Mittelpunkt der kulturellen Aktivitäten in der Stadt. Es besteht aus dem in den 1950er Jahren erbauten Kurhaus und dem in den 1980er Jahren angebauten Kongresszentrum.

## Kurhaus
Im Kurhaus befindet sich ein Theater mit 630 Sitzplätzen, in dem regelmäßig Theater-, Musik- und Ballettvorführungen stattfinden, sowie der Großen Kursaal mit einer Kapazität von bis zu 480 Personen, in dem Hochzeiten, Tanzveranstaltungen, Messen  durchgeführt werden. Der dritte Saal im Kurhaus ist der Gerhard-Hertel-Saal (ehemals Kleiner Kursaal) mit einer Kapazität von bis zu 100 Personen, hier finden hauptsächlich Lesungen oder Vorträge statt. Im Kurhaus stehen darüber hinaus auch ein Kaminzimmer, Kurszimmer und Spielzimmer zur Verfügung, sowie das alternative Subiaco-Kino, welches im ehemaligen Tanzcafé des Kurhauses untergebracht ist.

## Kongresszentrum
Das Kongresszentrum setzt sich zusammen aus dem Kienbergsaal, der mit einem mobilen Wandsystem in ein bis drei Räume aufgeteilt werden kann und somit je nach Bedarf Platz für bis zu 400 Personen bietet. In diesem Saal finden hauptsächlich Kongresse und Vorträge statt. Zwei zusätzliche Foyers ermöglichen Gemälde-, Skulpturen- und sonstige Ausstellungen. Im unteren Bereich des Kongresszentrums ist die Kurhaus-Gastronomie angesiedelt (mexikanisches Restaurant).

## Kurgarten mit Wandelhalle
Zum Kurhaus gehört der etwa 7000 m² große Kurgarten mit  Sitzgelegenheiten, der von einer gläsernen Wandelhalle zur Straße abgegrenzt ist. Die 19 Vitrinen werden zu unterschiedlichen Themen bestückt. Im Kurgarten am Ende der Wandelhalle wurde im April 2011 ein kleines Bären-Museum angelegt. 
Vor allem in den Sommermonaten bietet das Areal eine große Pflanzen- und Blumenvielfalt. Einen großen Mammutbaum gibt es ebenfalls im Kurgarten zu bestaunen, direkt neben einem Schachbrett aus Steinplatten und schweren Steinen als Figuren. 
In der Wandelhalle stehen die Originale zu Brunnenfiguren in Freudenstadt. Auf den zugehörigen Brunnen in Freudenstadt befinden sich nur Kopien dieser Originalfiguren.